# Monastir (Sardenya)
Monastir (en sard, Muristeni) és un municipi italià, dins de la província de Sardenya del Sud. El nom de la vila prové del català monestir. L'any 2007 tenia 4.496 habitants. Es troba a la regió de Campidano di Cagliari. Limita amb els municipis de Nuraminis, San Sperate, Serdiana, Sestu, Ussana i Villasor.

## Administració
| Període | Identitat     | Partit        |
| ------- | ------------- | ------------- |
| 2005-   | Ignazio Puddu | Llista cívica |